# Narpus concolor
Narpus concolor är en skalbaggsart som först beskrevs av Leconte 1881.  Narpus concolor ingår i släktet Narpus och familjen bäckbaggar. Inga underarter finns listade i Catalogue of Life.